# Sport Club Luso Brasileiro
El Sport Club Luso Brasileiro fue un equipo de fútbol de Brasil que jugó en el Campeonato Maranhense, la primera división de estado de Maranhao, de la cual fue uno de los equipos fundadores.

## Historia
Fue fundado el 24 de febrero de 1917 en el municipio de Sao Luis, Maranhao por idea del comerciante portugués Edgard Figueira, originario de Oporto, por lo que los colores del equipo eran los mismos que los del FC Porto de Portugal.
Un año después se convierte en uno de los equipos fundadores del Campeonato Maranhense, del cual fue el primer equipo campeón del estado de Maranhao en 1918, y también ganó la edición de 1919.
Fue la fuerza dominante del estado de Maranhao durante los primeros años de existencia del Campeonato Maranhense, en los cuales logró ser campeón estatal en seis ocasiones en los años 1920, todos de manera consecutiva, y también logró ganar un título regional en 1920.
El club desaparece el 13 de agosto de 1929 luego de vencer 3-1 al Independencia de Manaos luego de que su director de deportes Tarquinio Lopes Filho tomara la decisión de desaparecer al club, siendo actualmente uno de los cinco equipos de fútbol más importantes en la historia del estado de Maranhao.

## Palmarés

### Regional
- Torneio Maranhão-Pará: 1

1920

### Estatal
- Campeonato Maranhense: 8

1918, 1919, 1922, 1923, 1924, 1925, 1926, 1927